# Alvik (Luleå)
Alvik is een stadje (tätort) binnen de Zweedse gemeente Luleå. Het stadje is al bekend sinds de middeleeuwen. Het achtervoegsel Vik (gelijk aan het Nederlandse: wijk) duidt erop dat het ooit een haven is geweest,maar door de landsverhoging ligt Alvik nu landinwaarts; resten van de oude fjord zijn nog zichtbaar als een moeras 2 kilometer ten zuidoosten van het plaatsje, de rivier Alån mondt hier uit.
Er zijn in Zweden ongeveer 20 plaatsen met de naam Alvik.

## Verkeer en vervoer
Bij de plaats loopt de Riksväg 94.
Bestuurscentrum: Luleå (Tätort)
Tätort: Alvik · Antnäs · Bälinge · Bensbyn · Bergnäset · Brändön · Ersnäs · Gammelstad · Jämtön · Kallax · Karlsvik · Klöverträsk · Måttsund · Persön · Råneå · Rutvik · Södra Sunderbyn
Småort: Ale · Ängesbyn · Avan · Björknäs en Harrviken · Björsbyn · Böle · Börjelslandet · Brännan · Bränslan · Fällträsk · Gäddvik · Hagaviken · Midbyn · Mörön · Niemisel · Norra Gäddvik · Örarna · Reveln · Smedsbyn · Södra Prästholm · Sundom · Vitå
Overig: Alhamn · Skäret · Niemiholm